# Tempio della Congregazione olandese alemanna
Il tempio della Congregazione Olandese Alemanna, conosciuto più semplicemente anche come chiesa degli Olandesi, è ubicato a Livorno, lungo il Fosso Reale, nel tratto compreso tra piazza della Repubblica e piazza Cavour.
Si tratta di un luogo di culto protestante, testimonianza del clima interculturale dell'antica città labronica; è anche una rara espressione di architettura neogotica a Livorno, ovvero di uno stile che, sino all'epoca della costruzione della chiesa, era stato destinato alle opere minori e all'arredamento.
Tuttavia, dal 1991 la chiesa è inagibile e chiusa al pubblico.

## Storia

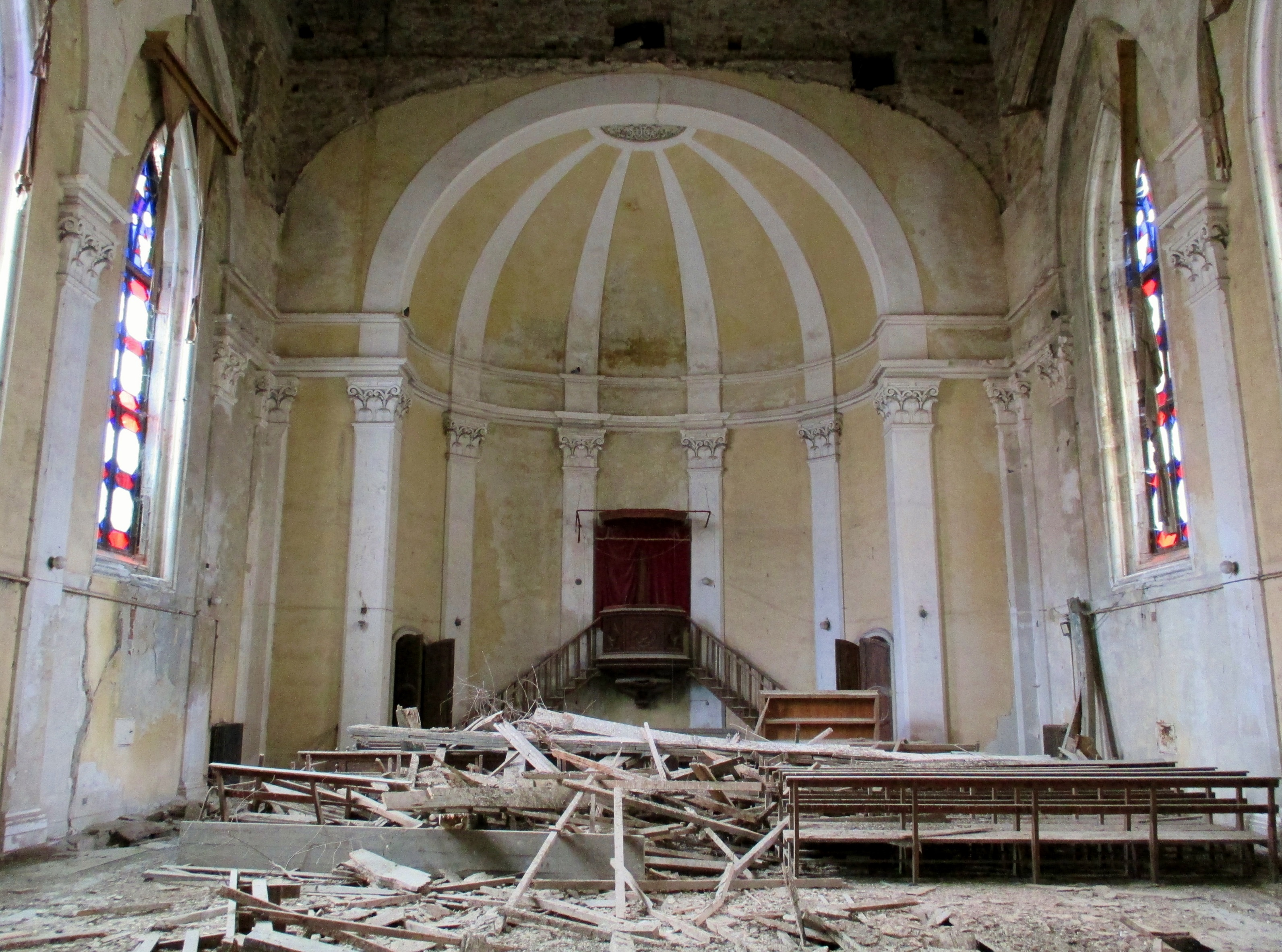
Interno

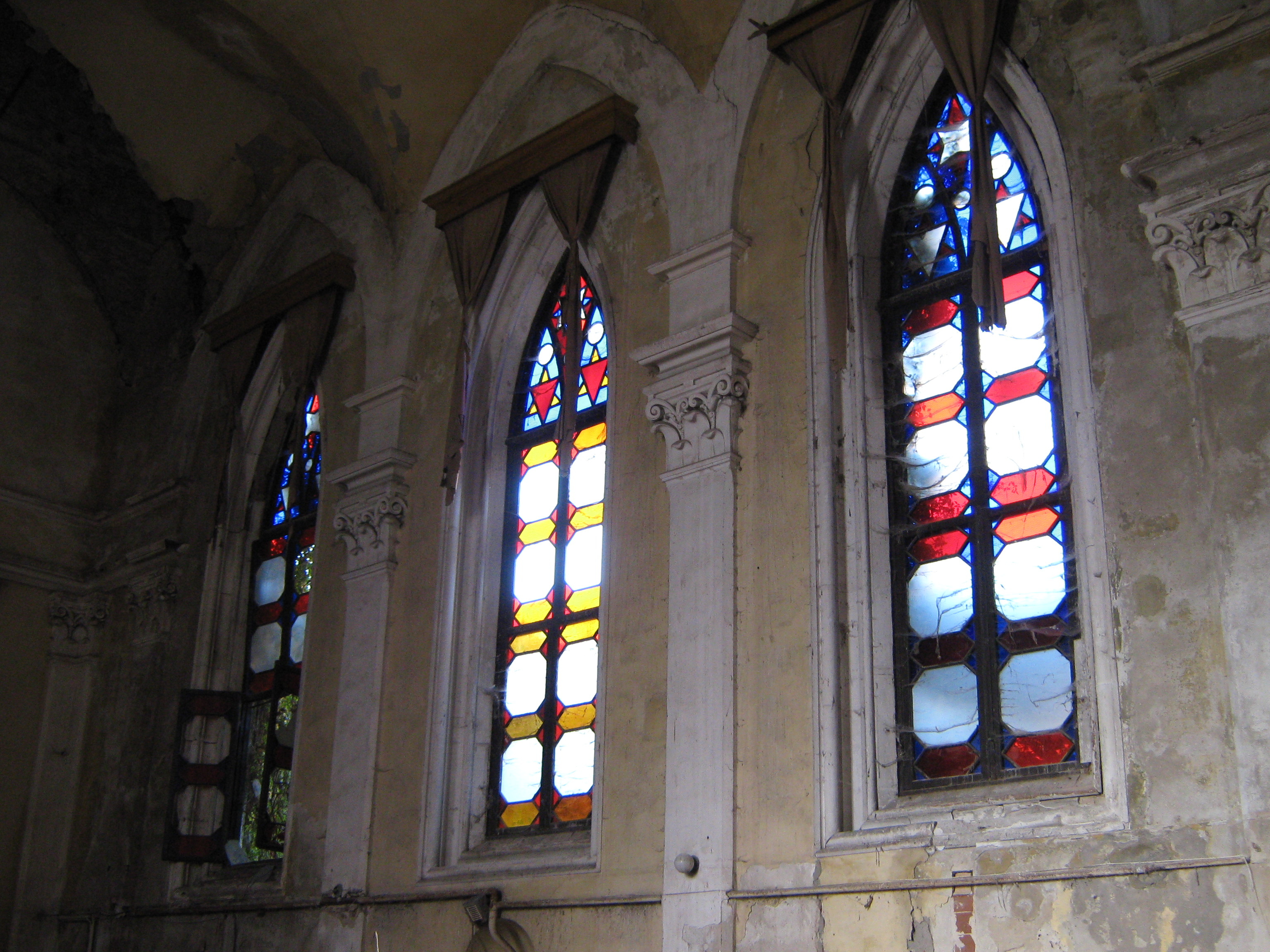
Vetrate della chiesa

La presenza fiamminghi e tedeschi è attestata a Livorno sin dalle origini della città, quando, nei primi anni del XVII secolo, fu ufficialmente istituita la Congregazione Olandese Alemanna, un'associazione ancor oggi operante, sebbene abbia ripreso la propria attività dopo la ricostituzione avvenuta nel 1997.
Questa comunità inizialmente era cattolica ed aveva un altare nella chiesa della Madonna assieme a quelli di altre nazioni straniere (francesi, corsi, portoghesi).
Successivamente prevalse la componente riformata calvinista; pertanto si rese necessario un nuovo spazio sia per il seppellimento degli acattolici, che per le celebrazioni religiose.
Inizialmente i riti riformati si tennero in una piccola sala ubicata in via del Consiglio (come all'epoca si chiamava l'attuale via Pollastrini), di fianco all'odierno Palazzo Comunale, e per circa quarant'anni, tra la fine del Settecento e l'inizio dell'Ottocento, il pastore della comunità fu l'amico del Foscolo, Giovanni Paolo Schulthesius.
Solo con l'Unità d'Italia, dopo aver vinto le resistenze delle autorità civili e cattoliche, furono avviate le pratiche per la costruzione di un tempio vero e proprio. Dopo aver vagliato diversi progetti, tra cui un disegno di Giuseppe Cappellini, fu prescelto l'elaborato di Dario Giacomelli. I lavori furono avviati nel 1862 e terminarono nel 1864; costò 170.000 Lire, e alla sua costruzione contribuirono i membri della Congregazione, alcuni concittadini non iscritti all'ente, i capitani di bastimenti e numerosi soggetti provenienti da tutto il mondo protestante.
Pochi anni dopo, la crisi economica legata all'abolizione del porto franco causò il declino della Congregazione, che però, nel 1903, non esitò a munire la chiesa di un mirabile organo della Agati-Tronci, definito senza uguali in Toscana.
L'edificio fu risparmiato dai bombardamenti della seconda guerra mondiale, ma fu depredato dell'organo; nel dopoguerra, per la sua ottima acustica, ospitò numerosi concerti (si ricorda ad esempio quello del celebre chitarrista Andrés Segovia, nel 1949) e sul finire degli anni sessanta fu affittato alla Chiesa cristiana avventista del settimo giorno per alcuni anni.

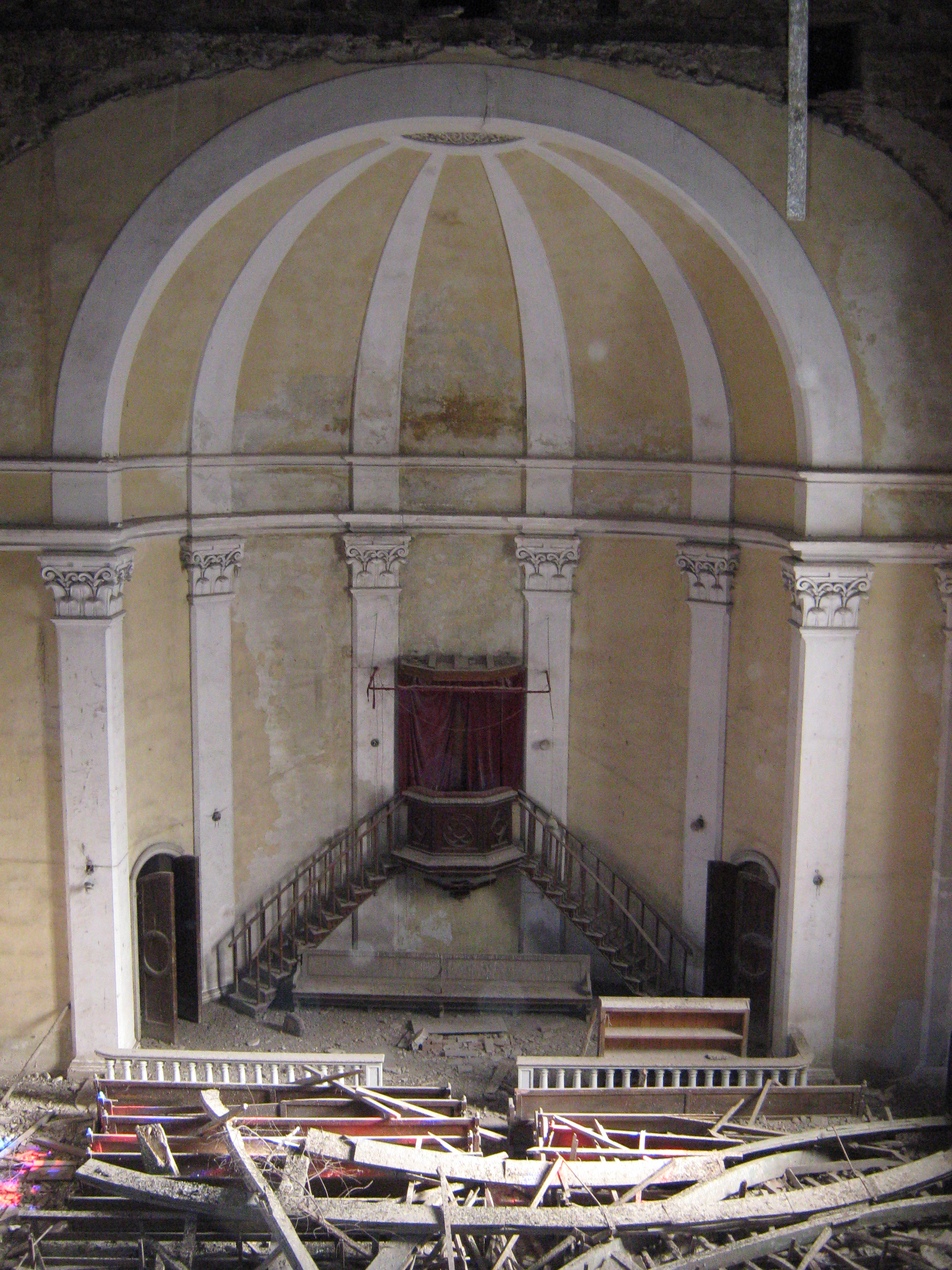
Veduta dalla cantoria verso l'abside

L'estinguersi degli ultimi membri della Congregazione, avvenuto nella seconda metà del Novecento, fece precipitare il tempio in un lento ed inesorabile stato di degrado: presso l'abside, nell'area un tempo occupata dalla sacrestia, dalle scuole della comunità e dall'alloggio del maestro, fu persino autorizzata la costruzione di un incombente palazzo, mentre l'apparato ornamentale cominciò pericolosamente a disgregarsi, a cominciare dagli esili pinnacoli che adornavano la facciata.
All'inizio del nuovo millennio, a seguito del ricostituirsi della Congregazione proprietaria della chiesa, furono apportati alcuni restauri alla copertura e alle vetrate, ma ciò non porto particolari benefici alla struttura: in questo arco di tempo si registra il crollo della volta interna del controsoffitto, le cui macerie sommersero le panche (diverse delle quali originali) e sfondarono le assi del pavimento ligneo; l'altare fu parzialmente distrutto, mentre il prospetto principale fu interessato da numerosi episodi di distacco del materiale lapideo. Nel 2005 l'allora vicepresidente del concistoro della congregazione sottolineò persino il rischio di un disastroso crollo dell'edificio.
Ad accentuare il grave degrado del complesso, il mancato restauro dell'antistante terrapieno in pietra del Fosso Reale, crollato nell'ultimo decennio del Novecento, che fu ricostruito in calcestruzzo a vista, senza l'inserimento del rivestimento in pietra.
Nel 2012, l'edificio ha ottenuto circa 24.000 segnalazioni nell'ambito del sesto censimento "I luoghi del cuore", promosso dal Fondo Ambiente Italiano, classificandosi al nono posto in Italia.
Al 2014, grazie al contributo economico del Comune di Livorno e ai fondi derivanti dal censimento del FAI, si registra l'avvio di un primo intervento di recupero.
Con un budget di circa centomila euro, le operazioni promosse da un apposito comitato costituito in seno al Lions Club Livorno Host, con il contributo dell'associazione Livorno delle Nazioni, hanno consentito la messa in sicurezza della facciata, la ricostruzione della copertura nella sala del Concistoro, il ripristino del sistema di scolo delle acque meteoriche e la chiusura di alcune profonde lesioni che correvano sui prospetti laterali. L'intervento si è ufficialmente concluso il 9 aprile 2016 e, nell'occasione, ha permesso una parziale fruizione della chiesa.

## Architettura
Il tempio della Congregazione Olandese Alemanna è una slanciata costruzione neogotica, una delle poche opere ottocentesche in questo stile presenti a Livorno, la più significativa della città per epoca di costruzione e dimensioni. In particolare, è stato sottolineato come il carattere neogotico del tempio richiamasse alla mente l'architettura di quelle regioni dell'Europa Centrale e Settentrionale da cui provenivano essenzialmente i membri della congregazione; inoltre, staccandosi nettamente dal classicismo in voga nel panorama livornese dell'epoca, la chiesa avrebbe offerto alla comunità quella visibilità che era stata loro negata per oltre un secolo.
La facciata presenta tre rosoni dalla geometria raffinata: quello centrale, più grande e posto sopra la porta d'ingresso, è decorato con un motivo floreale ed è affiancato da due rosoni dal disegno fiammeggiante.
L'interno è una vasta aula a pianta rettangolare, preceduta da una tribuna (o cantoria) posta sopra il vestibolo d'ingresso e chiusa mediante una grande abside circolare. Qui Giacomelli fuse insieme elementi della tradizione gotica con altri, più "rassicuranti", di matrice classica: lungo la navata è possibile infatti osservare l'alternarsi di lesene classicheggianti, sulle quali si aprono gli archi a sesto acuto che inquadrano le finestre ogivali con vetrate colorate.

## Altre immagini

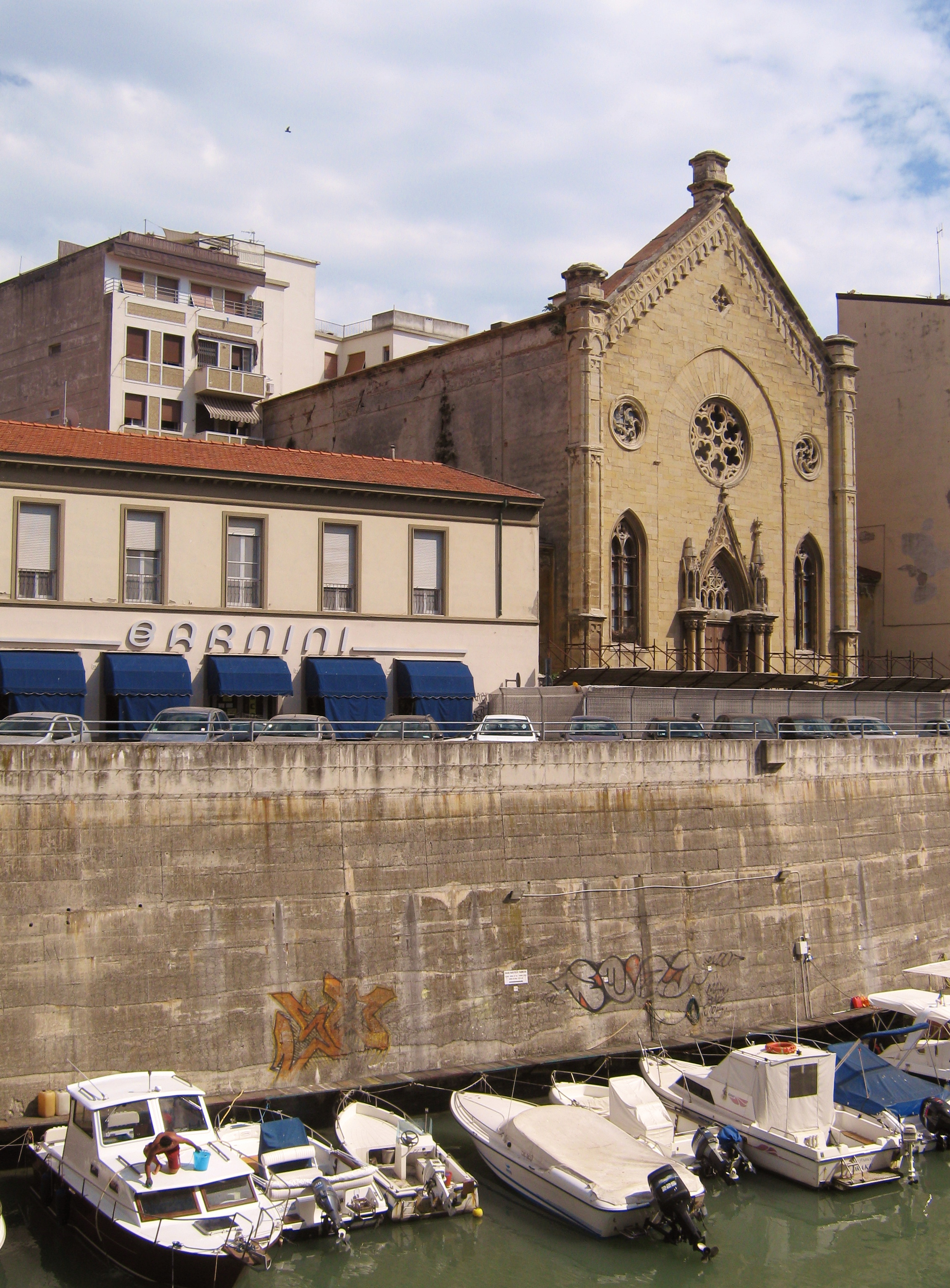
La chiesa con il Fosso Reale (in attesa di restauri) e l'alto condominio che sovrasta il complesso
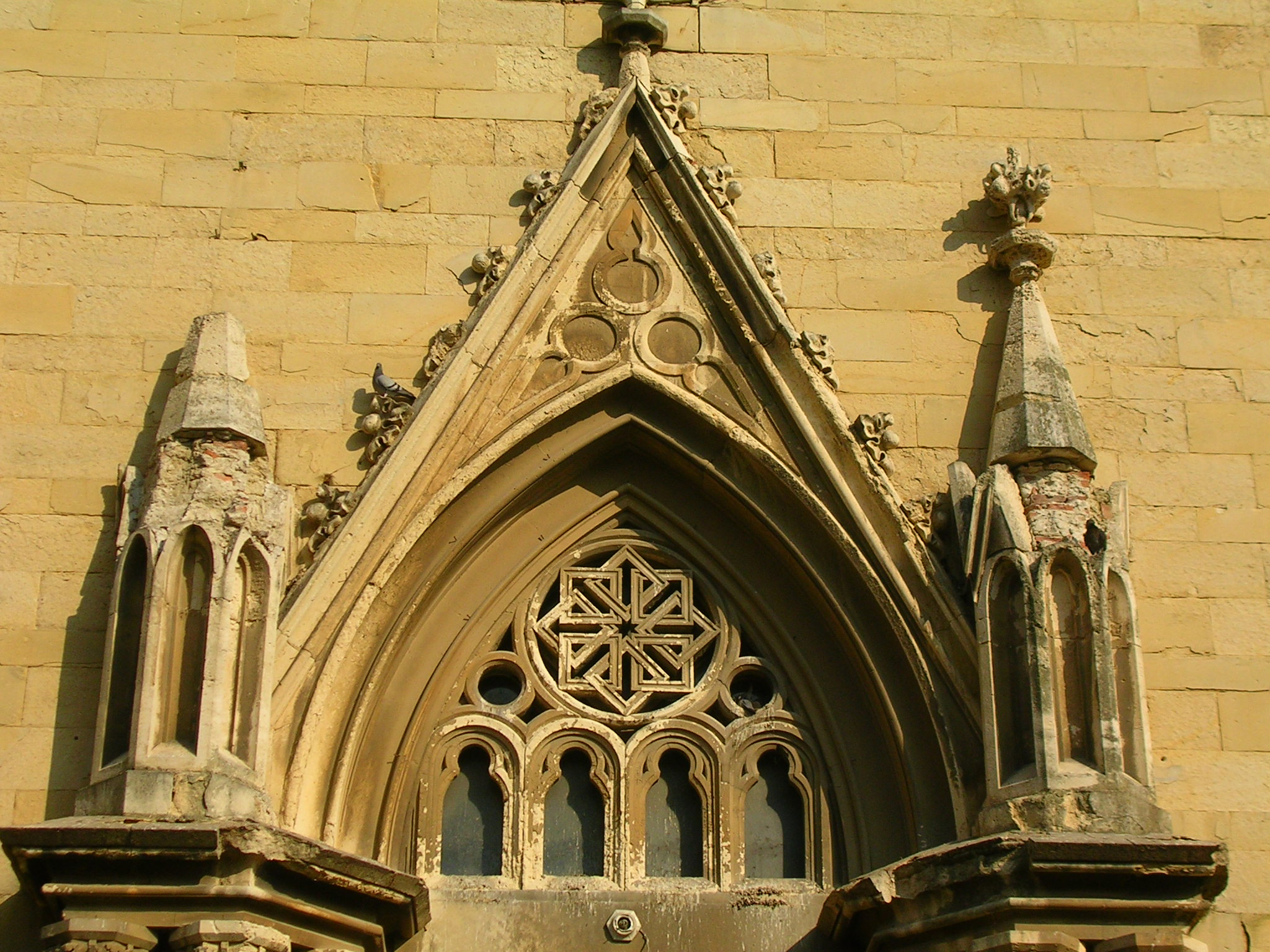
Particolare del precario stato di conservazione della facciata (2007) prima del restauro
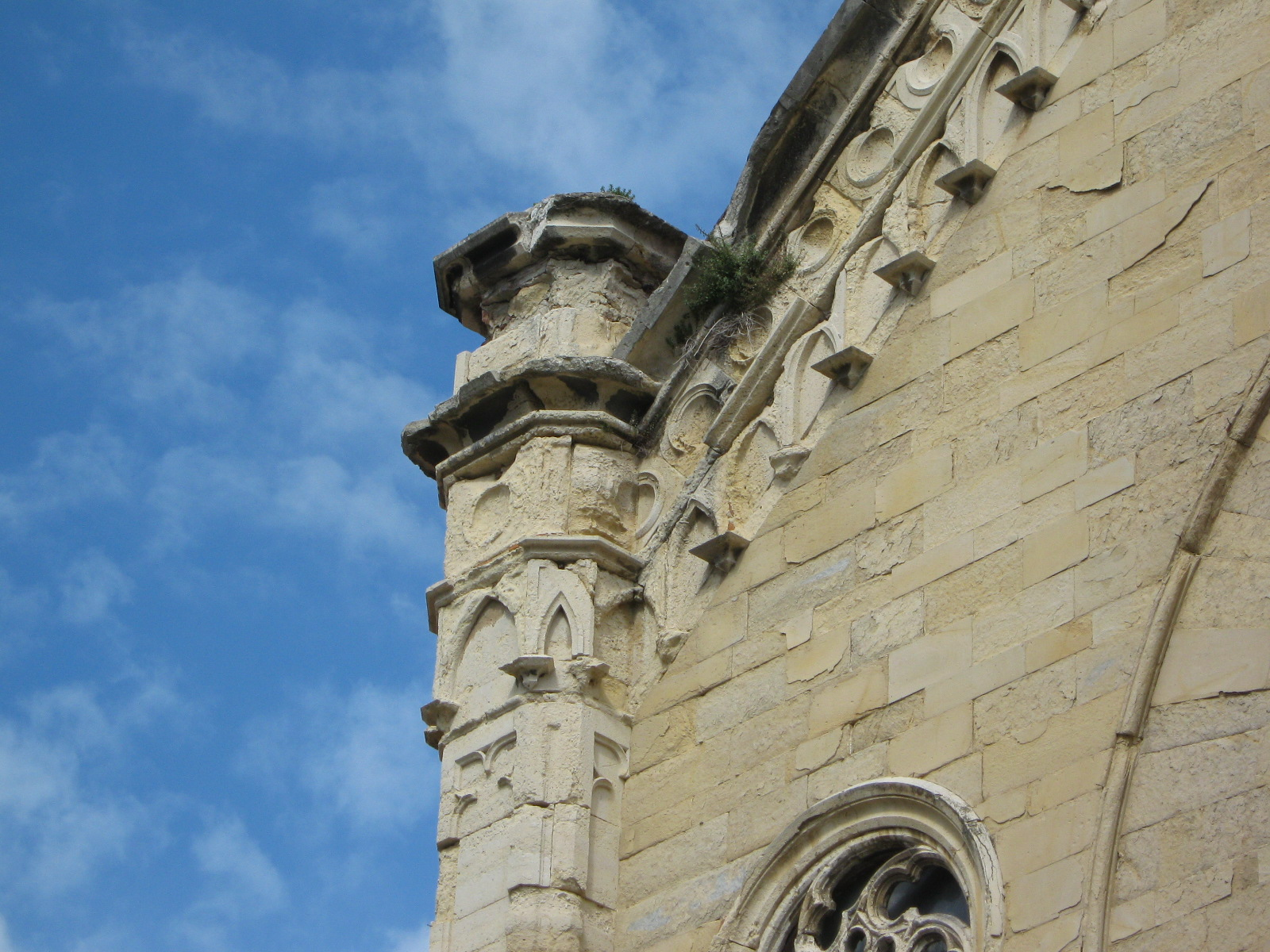
Il basamento di un pinnacolo in stato di grave decadimento (2008) prima del restauro
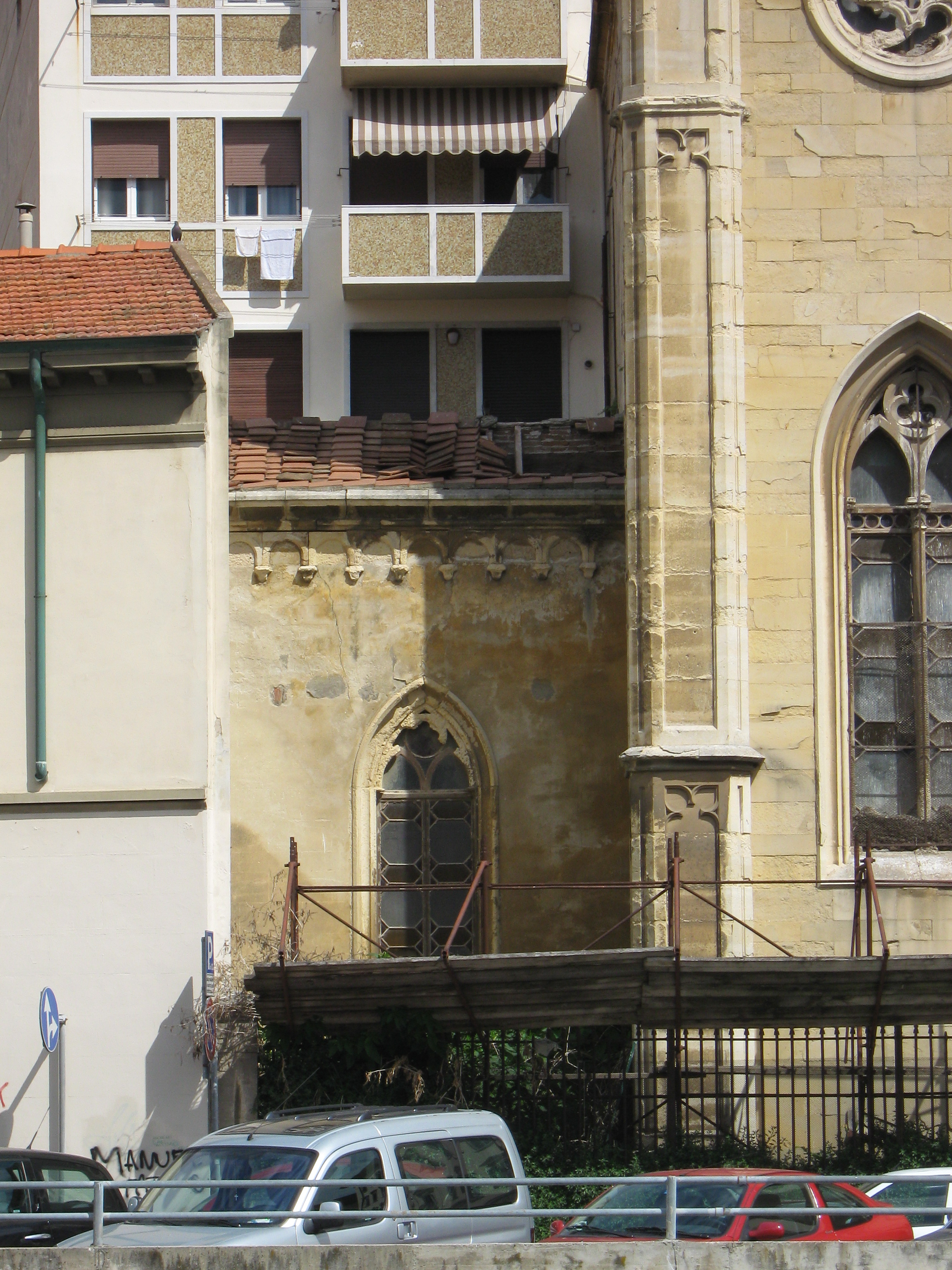
Tetto della sala del Concistoro crollato nel 2008, prima della ricostruzione
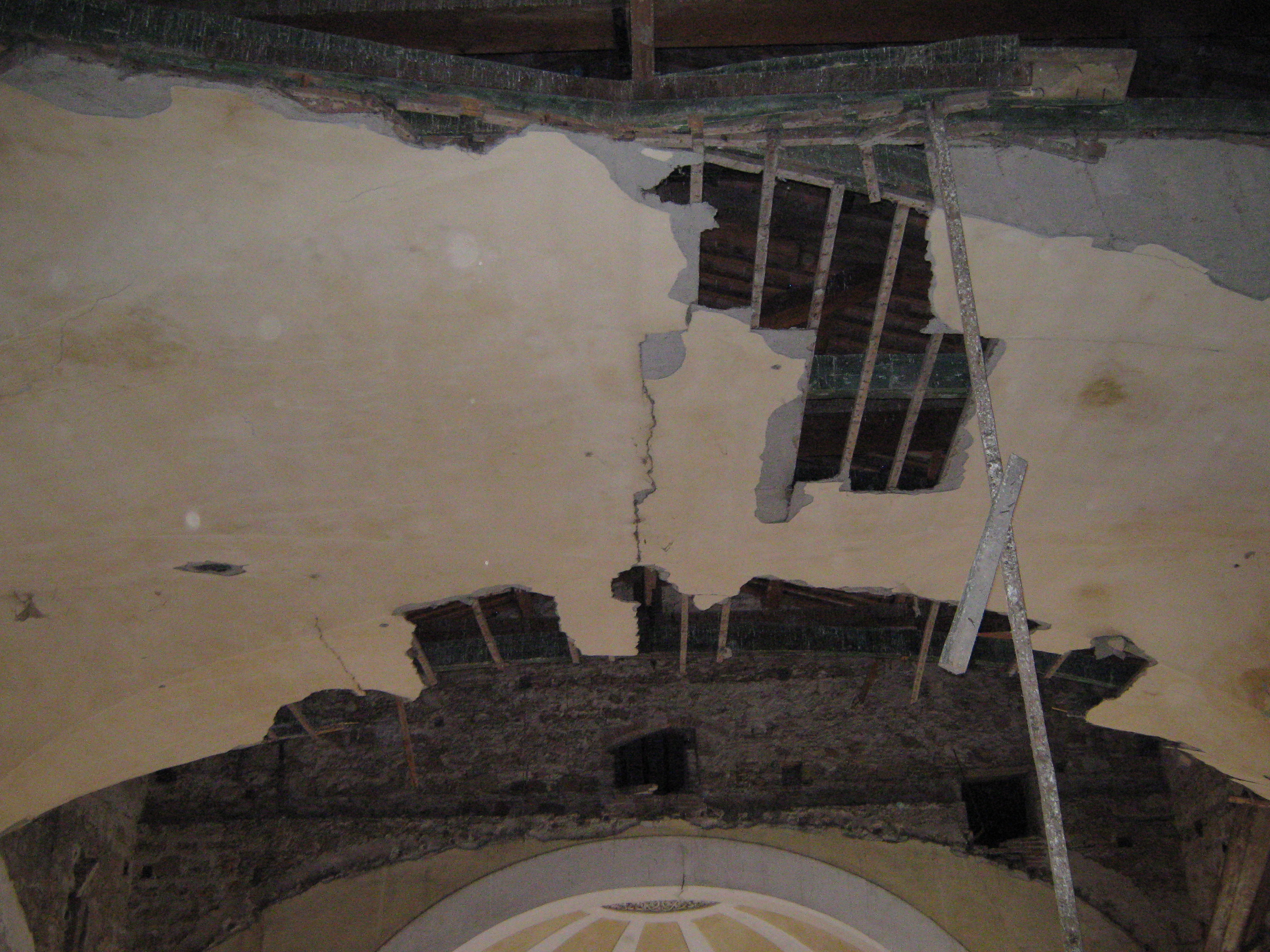
Controsoffitto della navata (2010)